# Kris Morena
Kris Morena (Buenos Ajres, 23. avgust 1956), punog imena Marija Kristina de Đakomi je producent, glumica, voditelj, kompozitor i pisac iz Argentine. Osnivač je i vlasnik kompanije Cris Morena Group, koja je snimila mnoge popularne serije kao što su Mali anđeli, Buntovnici i Floricienta.